# Jiřina Šejbalová
Jiřina Šejbalová (17. září 1905 Smíchov – 23. srpna 1981 Praha) byla česká herečka a operní pěvkyně, divadelní pedagožka.

## Život
Pocházela z úřednické rodiny otec Josef Šejbal (1871) maminka Jindřiška Utěšilová (1888), nicméně oba rodiče byli velmi hudbymilovní a kulturně založení lidé. Jako šestnáctiletá šla na studia na Pražskou konzervatoř, kde studovala nejprve operní zpěv (1920–1925), teprve později i dramatický obor (1925–1927). Po studiích nastoupila jako pěvkyně do operního souboru Státního divadla v Brně. Současně hostovala v pražském Národním divadle. V letech 1927 až 1928 si zahrála v avantgardním divadelním studiu Dada režiséra Jiřího Frejky. Od roku 1928 až do doby svého odchodu do důchodu v roce 1971 byla členkou činohry Národního divadla v Praze.
Ve filmu působila více než 50 let od roku 1929 až do roku 1980, zahrála si celou řadu pozoruhodných rolí, z nichž patrně nejznámější byla hlavní role ve filmu Vlčí jáma nebo o mnoho let pozdější film Zlatá svatba.
Na pražské HAMU vyučovala od roku 1967 jevištní řeč a hereckou výchovu, v roce 1968 byla jmenována profesorkou.
Měla velmi charakteristický a nezaměnitelný hluboký hlas, jakož i osobitý civilní herecký projev. Byla velmi výraznou hereckou osobností. Pracovala rovněž v rozhlase, televizi a v dabingu.
Jejím manželem byl od 12. ledna 1940, JUDr. Jaroslav Pipek (1913-1972), svatbu měli v kostele na Smíchově. Měli spolu velmi harmonický vztah.
Moc ráda vařila. Koncem šedesátých let vydala kuchařku Vaříme na chatě, která se stala bestsellerem a její náklad byl obrovský, vyšla několikrát ve více než 100 tisícovém vydání.
Velmi úzce a pravidelně se stýkala se skupinou kolegů – umělců, herců. Do okruhu jejích blízkých přátel patřil Jan Werich, František Hrubín, Bohuš Záhorský, Vlasta Fabiánová...
V roce 1958 jmenována zasloužilou umělkyní a v roce 1965 národní umělkyní.
V roce 1981 zemřela na rakovinu.

## Citát
| „                  | Nezapomenutelné bývaly sešlosti na druhém břehu Sázavy na chatě Jiřiny Šejbalové. Atmosféra, kterou dovedla vytvořit Jiřinka se svým manželem Járou Pipkem, se přenášela na všechny návštěvníky. A proslulá Jiřinčina kuchyně korunovala dílo. Však také její trampská kuchařka, kterou s láskou sepsala, byla okamžitě rozebrána. | “ |
| — Vlasta Fabianová | |   |

## Filmografie

### Filmové role
- 1929 Hanka a Jindra – film byl němý, nezachoval se
- 1931 Ze soboty na neděli
- 1932 Sňatková kancelář
- 1932 Malostranští mušketýři
- 1933 Záhada modrého pokoje
- 1935 Pan otec Karafiát
- 1937 Kvočna
- 1937 Rozvod paní Evy
- 1937 Srdce na kolejích
- 1938 Cech panen kutnohorských – role: paní Žofka
- 1939 Humoreska
- 1939 Nevinná
- 1939 Ohnivé léto
- 1939 Ulice zpívá – role: vdova Katy Příhodová, Franciho milenka
- 1940 Maskovaná milenka
- 1948 Hostinec „U kamenného stolu“ – role: hostinská
- 1948 Případ Z-8 (1948)
- 1948 Soudný den (1948)
- 1952 Haškovy povídky ze starého mocnářství
- 1953 Jestřáb kontra Hrdlička
- 1953 Kavárna na hlavní třídě
- 1954 Stříbrný vítr
- 1954 Nejlepší člověk
- 1957 Vlčí jáma
- 1958 Morálka paní Dulské
- 1958 Občan Brych
- 1959 Romeo, Julie a tma
- 1959 Taková láska
- 1960 Policejní hodina
- 1960 Srpnová neděle
- 1961 Každá koruna dobrá
- 1962 Rusalka
- 1963 Tchyně
- 1964 Místenka bez návratu
- 1964 Příběh dušičkový
- 1964 Táto, sežeň štěně!
- 1968 Naše bláznivá rodina
- 1969 Světáci
- 1972 Zlatá svatba
- 1976 Den pro mou lásku
- 1976 Náš dědek Josef – role: Josefova žena Anna
- 1978 Sólo pro starou dámu
- 1980 Peripetie

### Televizní role
- 1961 Magdalena Dobromila Rettigová (TV film)
- 1961 Začátek konce (TV film)
- 1962 Tvrdohlavá žena a zamilovaný školní mládenec (TV film)
- 1962 Slzy, které svět nevidí (TV film) – role: podplukovníkova žena Marie Petrovna, Máša
- 1963 Promiňte, omyl (TV film)
- 1965 Ze života hmyzu (TV záznam divadelního představení) – role: chrobačka
- 1966 Dobrodružství Huckleberryho Finna – Jak jsme osvobozovali Jima (TV film)
- 1966 Dobrodružství Huckleberryho Finna – Král a vévoda (TV film)
- 1967 Láska jako trám (TV film)
- 1967 Obrácení Ferdyše Pištory (TV film)
- 1967 Tonka Šibenice (TV inscenace) – role: Antonie Havlová – dramatizace povídky Egona Erwina Kische
- 1967 Ženitba (TV film)
- 1968 Sňatky z rozumu (TV seriál)
- 1968 Spravedlnost pro Selvina (TV film)
- 1969 Tchyně (TV film)
- 1971 Hříchy mládí (TV film)
- 1971 Taková normální rodinka (TV seriál) – role: tetička z Kroměříže
- 1973 Jana Eyrová (seriál) – paní Reedová
- 1974 Košilka (TV inscenace komedie) – role: babička
- 1974 Růžová sobota (TV film) – role: babička Špačková
- 1975 Vilém Rozkoč (TV film)
- 1976 Muž na radnici (TV seriál)
- 1977 Uragán Donna (TV film)
- 1978 Babička je ráda (TV film)
- 1980 Nezralé maliny (TV film)

## Rozhlas
- 1962 Lev Nikolajevič Tolstoj – Plody vzdělanosti, Československý rozhlas, role: tlustá milostpaní, režie: Jiří Roll.